# Reyesia
Genre
Reyesia est un genre de plantes de la famille des Solanaceae.

## Liste d'espèces
Selon Catalogue of Life (14 mai 2020) et The Plant List (14 mai 2020):
- Reyesia cactorum (I.M. Johnst.) D'Arcy
- Reyesia chilensis Clos
- Reyesia juniperoides (Werderm.) D'Arcy
- Reyesia parviflora (Phil.) Hunz.

Selon NCBI (14 mai 2020) :
- Reyesia chilensis Gay
- Reyesia parviflora (Phil.) Hunz.

Selon Tropicos (14 mai 2020) (Attention liste brute contenant possiblement des synonymes) :
- Reyesia cactorum (I.M. Johnst.) D'Arcy
- Reyesia chilensis Gay
- Reyesia juniperoides (Werderm.) D'Arcy
- Reyesia laxa (Miers) D'Arcy
- Reyesia parviflora (Phil.) Hunz.